# 12/88

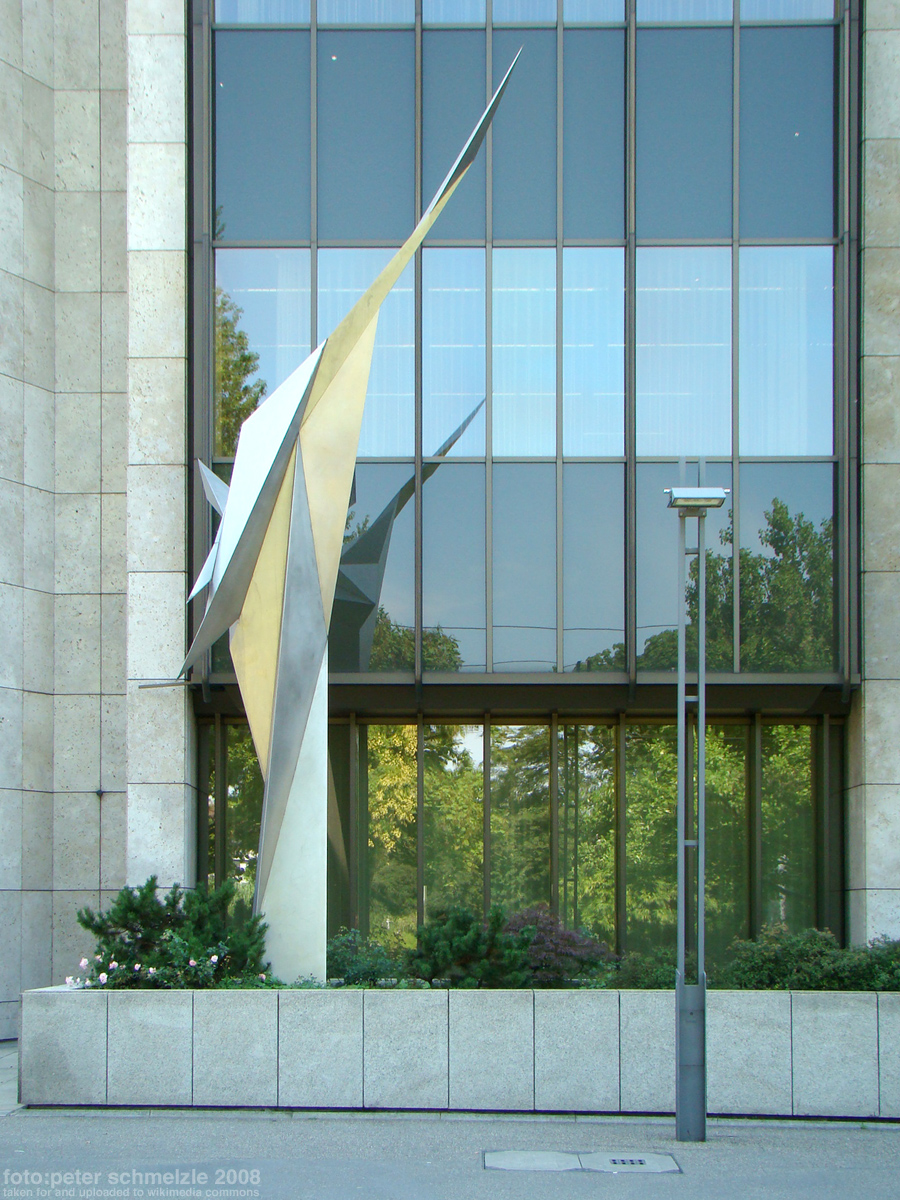
12/88 von Erich Hauser in Heilbronn

12/88 ist der Name einer über acht Meter hohen Stahlskulptur von Erich Hauser vor dem ehemaligen Landeszentralbankgebäude in der Moltkestraße 12 in Heilbronn.

## Beschreibung
Die gegenüber dem Stadtgarten stehende Skulptur aus Nirosta-Stahl entstand im Jahr 1988 anlässlich des Neubaus des LZB-Gebäudes nach Plänen von Klaus Seidel. Die Skulptur und ihre Ausmaße (8,10 × 4,85 × 2,00 Meter) entsprechen den sonstigen Arbeiten Hausers aus jener Zeit, als dessen herausragendes Werk der „Stahlengel“ von 1987 auf der Skulpturenmeile Hannover gilt. In diesem Stil entstanden später auch 10/90 in Balingen und 4/96 in Frankfurt am Main.